# Ludwig Wemmer
Ernst Ludwig Wemmer (* 8. März 1909 in Stuttgart; † 1991) war ein deutscher Jurist, Diplomat und NS-Funktionär.

## Leben
Wemmer schlug nach Abschluss seines Jurastudiums 1931 die Beamtenlaufbahn ein. Wemmer, ab 1. Juli 1931 Mitglied der NSDAP (Mitgliedsnummer 578.011), war während seiner Assessorenzeit u. a. bei der Politischen Polizei tätig. Zwischen 1932 und 1936 war er Mitglied der SA und trat am 9. November 1936 zur SS über.
Als Regierungsassessor war er ab Juni 1935 im Stab des Stellvertreters des Führers eingesetzt, wo er ungewöhnlich schnell 1937 zum Oberregierungsrat und 1939 bis zum Ministerialrat befördert wurde. Dort leitete er die Gruppe III D (Bildungs- und Kirchenfragen). Nachdem er bei der SS (SS-Nr. 278.226) im November 1940 bis zum SS-Obersturmbannführer aufgestiegen war, führte er 1941 die Bezeichnung „Hauptstellenleiter bei der Reichsleitung der NSDAP“. Während des Zweiten Weltkrieges leistete er kurzzeitig Militärdienst bei der Luftwaffe. Wemmer promovierte 1942 mit der Dissertation „Der Kampf der katholischen Kirche um die Schule in Baden“ zum Dr. jur.
Ab Anfang April 1943 war er als Gesandter I. Klasse bei der Deutschen Botschaft beim Vatikan als „Aufpasser der Parteikanzlei“ eingesetzt. Der ehemalige Botschafter beim Vatikan Ernst von Weizsäcker sah Wemmer in seinen Memoiren als einen „mir von (Außenminister) Ribbentrop aufgedrängten Botschaftsrat […] aus der Parteikanzlei Bormanns, des Kirchenfeinds Nr. 1“.
Am 5. Juni 1944 wurde Wemmer nach der Einnahme Roms durch alliierte Truppen von Angehörigen der US-Armee festgenommen, als er sich außerhalb des Vatikans aufgehalten hatte. Er wurde zunächst auf Sizilien und danach in Paris interniert. Bereits im Mai 1945 wurde er nach Augsburg ausgeflogen und entlassen.
Wemmer wurde Mitarbeiter von Pro Honore in Hamburg, dann Angestellter in der Ölindustrie. Er prozessierte nach Inkrafttreten des 131er-Gesetzes um eine Pension für seine Dienstzeiten als NS-Beamter.